# Not of This Earth (película)
Not of This Earth es una película estadounidense de ciencia ficción de 1957 dirigida y producida por Roger Corman. Protagonizada por Paul Birch, Beverly Garland, Morgan Jones, William Roerick y Anna Lee Carroll, relata los intentos de un humanoide extraterrestre de conseguir subrepticiamente sangre humana y probarla en sí mismo como tratamiento para un trastorno sanguíneo mortal que está asolando a la población de su planeta natal.

## Sinopsis
Un alienígena antropomorfo ha adoptado el apellido Johnson para pasar desapercibido entre la población de Los Ángeles. El extraterrestre es sensible a los sonidos fuertes y sólo llama la atención por su sintaxis formal y sus gafas de sol, que lleva incluso en la oscuridad. Las gafas de sol ocultan su mirada en blanco, que mata a sus víctimas quemándoles el cerebro a través de sus ojos.

## Reparto
- Paul Birch es Paul Johnson
- Beverly Garland es Nadine Storey
- Morgan Jones es Harry Sherbourne
- William Roerick es F.W. Rochelle
- Jonathan Haze es Jeremy Perrin
- Dick Miller es Joe Piper